# Magnes serc
Magnes serc − studyjny album grupy Universe wydany w 1992.
Nagrań z udziałem zaproszonych gości − Józefa Skrzeka i Mariana Kozaka − dokonano w studio Domu Muzyki Polskiego Radia Katowice (reżyseria dźwięku Zbigniew Małecki). Wznowienie z 1994, wydane przez piekarski Silverton, ma nr katalogowy CDST 006-94.
Piosenka "Bo to taka piękna miłość" wygrała jedną z edycji telewizyjnego programu Muzyczna Jedynka. Piosenki "Bądź znowu przy mnie" oraz "Nie wiem, czy to miłość" walczyły o laury na Festiwalu w Sopocie w 1992.

## Lista utworów
| 1.  | "Bądź znowu przy mnie"                  |  |
|     |                                         |  |
| 2.  | "Deszczowa nieznajoma"                  |  |
|     |                                         |  |
| 3.  | "Jesteś tylko jedna"                    |  |
|     |                                         |  |
| 4.  | "Bo to taka piękna miłość"              |  |
|     | - Józef Skrzek – instrumenty klawiszowe |  |
| 5.  | "Eliza! czekam na Ciebie"               |  |
|     |                                         |  |
| 6.  | "Sami znów"                             |  |
|     |                                         |  |
| 7.  | "Znów kochać kwiaty"                    |  |
|     |                                         |  |
| 8.  | "Nie wiem, czy to miłość"               |  |
|     | - Marian Kozak – saksofon               |  |
| 9.  | "Magnes serc"                           |  |
|     |                                         |  |
| 10. | "Trzecia nad ranem"                     |  |
|     | - Marian Kozak – saksofon               |  |
| 11. | "Zdradź mi"                             |  |
|     |                                         |  |
| 12. | "Parę słów od Pana Boga"                |  |
|     | - Józef Skrzek – instrumenty klawiszowe |  |
| 13. | "Najbardziej z wszystkich kobiet"       |  |
|     |                                         |  |

## Twórcy
- Mirosław Breguła − śpiew, gitara akustyczna, aranżacje
- Henryk Czich − śpiew, instrumenty klawiszowe
- Dariusz Kozakiewicz − gitara solowa
- Stanisław Wita − instrumenty klawiszowe
- Józef Skrzek − instrumenty klawiszowe i harmonijka (4, 12)
- Marian Kozak − saksofon (8, 10)